# Leichtathletik-Weltmeisterschaften 2013/Teilnehmer (Bahamas)
| Gelbes Symbol für Goldmedaillen mit stilisierten Olympischen Ringen | Graues Symbol für Silbermedaillen mit stilisierten Olympischen Ringen | Braundes Symbol für Bronzemedaillen mit stilisierten Olympischen Ringen |
| ------------------------------------------------------------------- | --------------------------------------------------------------------- | ----------------------------------------------------------------------- |
| —                                                                   | —                                                                     | —                                                                       |

Der Leichtathletik-Verband der Bahamas stellte zwölf Teilnehmerinnen und 14 Teilnehmer bei den Leichtathletik-Weltmeisterschaften 2013 in der russischen Hauptstadt Moskau.

## Ergebnisse

### Männer

#### Laufdisziplinen
| Athlet                                                                                   | Disziplin    | Vorlauf     | Vorlauf | Halbfinale         | Halbfinale         | Finale             | Finale             |
| Athlet                                                                                   | Disziplin    | Zeit        | Platz   | Zeit               | Platz              | Zeit               | Platz              |
| ---------------------------------------------------------------------------------------- | ------------ | ----------- | ------- | ------------------ | ------------------ | ------------------ | ------------------ |
| Shavez Hart                                                                              | 100 m        | 10,36 s     | 36      | nicht qualifiziert | nicht qualifiziert | nicht qualifiziert | nicht qualifiziert |
| Jamial Rolle                                                                             | 200 m        | 21,40 s     | 44      | nicht qualifiziert | nicht qualifiziert | nicht qualifiziert | nicht qualifiziert |
| Chris Brown                                                                              | 400 m        | 45,39 s     | 12      | 45,18 s SB         | 10                 | nicht qualifiziert | nicht qualifiziert |
| Ramon Miller                                                                             | 400 m        | 46,65 s     | 27      | nicht qualifiziert | nicht qualifiziert | nicht qualifiziert | nicht qualifiziert |
| LaToy Williams                                                                           | 400 m        | 47,53 s     | 29      | nicht qualifiziert | nicht qualifiziert | nicht qualifiziert | nicht qualifiziert |
| Jeffery Gibson                                                                           | 400 m Hürden | 50,25 s     | 27      | 50,51 s            | 21                 | nicht qualifiziert | nicht qualifiziert |
| Warren Fraser Adrian Griffith Shavez Hart Trevorvano Mackey Michael Mathieu Jamial Rolle | 4 × 100 m    | 38,70 s NR  | 14      |                    |                    | nicht qualifiziert | nicht qualifiziert |
| Chris Brown O’Jay Ferguson Michael Mathieu Ramon Miller Wesley Neymour LaToy Williams    | 4 × 400 m    | 3:32,91 min | 13      |                    |                    | nicht qualifiziert | nicht qualifiziert |

#### Sprung/Wurf
| Athlet        | Disziplin  | Qualifikation | Qualifikation | Finale    | Finale |
| Athlet        | Disziplin  | Höhe          | Platz         | Höhe      | Platz  |
| ------------- | ---------- | ------------- | ------------- | --------- | ------ |
| Ryan Ingraham | Hochsprung | 2,26 m        | 8             | 2,25 m    | 10     |
| Donald Thomas | Hochsprung | 2,29 m        | 5             | 2,32 m SB | 6      |

### Frauen

#### Laufdisziplinen
| Athletin                                                                                                   | Disziplin | Vorlauf     | Vorlauf | Halbfinale         | Halbfinale         | Finale             | Finale             |
| Athletin                                                                                                   | Disziplin | Zeit        | Platz   | Zeit               | Platz              | Zeit               | Platz              |
| --- | --------- | ----------- | ------- | ------------------ | ------------------ | ------------------ | ------------------ |
| Caché Armbrister                                                                                           | 100 m     | 11,55 s     | 30      | nicht qualifiziert | nicht qualifiziert | nicht qualifiziert | nicht qualifiziert |
| Sheniqua Ferguson                                                                                          | 100 m     | 11,33 s     | 19      | 11,35 s            | 16                 | nicht qualifiziert | nicht qualifiziert |
| Shaunae Miller                                                                                             | 200 m     | 22,72 s     | 5       | 22,64 s            | 5                  | 22,74 s            | 4                  |
| Nivea Smith                                                                                                | 200 m     | 23,25 s     | 27      | nicht qualifiziert | nicht qualifiziert | nicht qualifiziert | nicht qualifiziert |
| Anthonique Strachan                                                                                        | 200 m     | 22,66 s     | 3       | 22,81 s            | 9                  | nicht qualifiziert | nicht qualifiziert |
| Caché Armbrister Sheniqua Ferguson Debbie Ferguson-McKenzie Shaunae Miller Nivea Smith Anthonique Strachan | 4 × 100 m | DSQ         | DSQ     |                    |                    | −−−                | −−−                |
| Miriam Byfield Lanece Clarke Shakeitha Henfield Amara Jones Cotrell Martin                                 | 4 × 400 m | 3:32,91 min | 13      |                    |                    | nicht qualifiziert | nicht qualifiziert |

#### Sprung/Wurf
| Athletin      | Disziplin  | Qualifikation | Qualifikation | Finale             | Finale             |
| Athletin      | Disziplin  | Weite         | Platz         | Weite              | Platz              |
| ------------- | ---------- | ------------- | ------------- | ------------------ | ------------------ |
| Bianca Stuart | Weitsprung | 6,35 m        | 24            | nicht qualifiziert | nicht qualifiziert |